# Pierre-Joseph-Adalbert Philis
Pierre-Joseph-Adalbert Philis, né le 21 avril 1831 à Arras (Pas-de-Calais) et mort à Paris le 27 mars 1898, est un avocat, journaliste et homme politique français.

## Biographie
Pierre-Joseph-Adalbert Philis, issu d'une famille originaire du Var, naît le 21 avril 1831 à Arras. Il est le fils de Jean-Joseph Philis et de Firminie Thérèse Solange Fournier. Né à Solliès-Pont le 9 janvier 1781, mort à Versailles le 30 avril 1853, son père, Jean-Joseph Philis, est commis-greffier, puis secrétaire de la municipalité de Solliès-Pont de 1796 à 1812. Il devint successivement chef de bureau à la préfecture du Var, secrétaire général de la préfecture du Pas-de-Calais, sous-préfet de Saint-Jean-d'Angely et de Péronne et conseiller de préfecture à Versailles. 
Adalbert Philis effectue sa scolarité au collège royal de Versailles, puis étudie le droit à la faculté de Paris. En 1855, il fait partie des douze secrétaires de la promotion annuelle de la Conférence des Avocats du Barreau de Paris. 
Il devient avocat à la Cour d'appel de Paris et se lance en parallèle dans une carrière politique sous le Second Empire. Il se rallie aux idées du groupe des Cinq, rassemblant les députés républicains de l'Assemblée, et se lie avec Émile Ollivier. En 1863 et en 1869, il est candidat de l'opposition au Corps législatif dans la deuxième circonscription du Var. Il se présente aux élections législatives de mai 1863 dans le Var, mais est battu par le candidat de la majorité dynastique, Aimé Lescoat de Kervéguen. Il se porte à nouveau candidat à la députation du Var en 1869 mais échoue de nouveau. 
En janvier 1870, il est choisi par Émile Ollivier comme secrétaire général au ministère de la Justice puis est nommé conseiller d’État. Il est élu conseiller général du canton de Solliès-Pont le 15 mai 1870. À la chute du ministère Olivier, il quitte la vie politique et retourne au barreau de Paris.  
Après la mort du Prince Impérial, il dirige le journal Le Napoléon, influencé par le prince Jérôme Napoléon. En 1891, il est choisi pour l'un de ses exécuteurs testamentaires. En 1890, il est nommé liquidateur judiciaire du canal de Corinthe et il constitue une société nouvelle pour l'achèvement des travaux.
Adalbert Philis a publié dans la Revue des Lettres et des Arts (avril 1889) deux épisodes de la vie administrative de son père sous le titre «  L'Envers de l'histoire ». Il a fourni à la Revue Bleue une série d'articles sur la question de l'unification de l'Italie.
Il meurt le 27 mars 1898 dans le 6ème arrondissement de Paris.